# Alabagrus uchukqepi
Alabagrus uchukqepi är en stekelart som beskrevs av Michael J. Sharkey 1988. Alabagrus uchukqepi ingår i släktet Alabagrus och familjen bracksteklar. Inga underarter finns listade i Catalogue of Life.